# Jean-Marc Mathis
Pour les articles homonymes, voir Mathis.
Jean-Marc Mathis, dit Mathis, est un auteur de bande dessinée, illustrateur et auteur jeunesse français né le 21 août 1965 à Mont-de-Marsan.

## Biographie
Jean-Marc Mathis est né le 1er août 1965 à Mont-de-Marsan d'un père maçon et grandit en Alsace. Il étudie d'abord le dessin industriel mais il change d'orientation et il passe par l'école des images d'Épinal et les Beaux-Arts de Nancy en section communication, où il rencontre Thierry Martin en 1989.
Il devient ensuite illustrateur et auteur de bandes dessinées pour diverses revues et journaux. En parallèle de ses activités d'illustration, il fait ses débuts dans le Psikopat en mai 1992 puis dans (À suivre). En 1997, il publie son premier album : Hey, vous avez pas vu le Père Noël ?  aux éditions Paquet, un conte « assez classique ». La même année, l'éditeur collecte des narrations parues dans (À suivre) entre 1993 et 1996 et publie Henri, chienne de vie. Mathis s'associe avec Dylan Pelot pour livrer Victor qui pète.
Depuis 2002, ses travaux s'orientent vers les livres jeunesse et sa principale source d'inspiration est sa propre enfance. Il est l'auteur de la série Boris aux Éditions Thierry Magnier. Il s'associe plusieurs fois avec Thierry Martin, notamment pour une adaptation en bande du Roman de Renart aux éditions Delcourt et Vincent, mon frère mort-vivant en 2005.

## Publications

### Romans et albums jeunesse
- Hey, vous avez pas vu le Père Noël ? , éditions Paquet, 1997.
- Henri chienne de vie !, éditions Paquet, 1998[11].
- Le chien qui souriait à l'envers, texte de Mathis, illustré par Dylan Pelot, Pocket jeunesse, 1998.
- Claude Zilla, texte de Mathis, illustré par Dylan Pelot, Pocket jeunesse, 1998.
- Le Roman de Youki, éditions Paquet, 1998 - roman graphique[12].
- Le retour de Victor qui pète, Éditions Paquet, 1999.
- Romain Desbois, prince des menteurs, éd. Thierry Magnier, roman jeunesse, 2003.
- Cinq, six bonheurs, éd. Thierry Magnier, roman jeunesse, 2004 (prix Sorcières 2006, catégorie premières lectures).
- Du bruit sous le lit, éd. Thierry Magnier, album jeunesse, 2004 (prix des Incorruptibles 2006, catégorie maternelle).
- Petit ours a froid, avec Candide Hayat, éd. Thierry Magnier, album jeunesse, 2005.
- Les mots de Momo, éd. Thierry Magnier, album jeunesse, 2005.
- Maçon comme papa, éd. Thierry Magnier, roman jeunesse, 2005.
- Bouboule rêve , texte de Thierry Lenain, Nathan, 2013
- Je hais les vacances, éd. Thierry Magnier 2007 ; rééd. Actes Sud 2014.
- Victor qui pète, texte de Dylan Pelot, illustré par Mathis, éd. Paquet, 2006.
- La Baby-sitter, éd. Thierry Magnier, album jeunesse, 2006.
- Tatie Gribouille, éd. Thierry Magnier, roman jeunesse, 2006.
- Extraterrestres et vieux canifs, éd. Thierry Magnier, roman jeunesse, 2006.
- Le Roman de Renart : Les jambons d'Ysengrin, dessin de Thierry Martin, 2007.
- Le Roman de Renart : Le puits, dessin de Thierry Martin, 2008.
- Le Roman de Renart : Le jugement de Renart, dessin de Thierry Martin, 2009.
- Comme un grizzly, éd. Thierry Magnier, roman jeunesse, 2007.
- Potage Papotage, éd. Thierry Magnier, album jeunesse, 2007.
- La Glu, éd. Thierry Magnier, roman jeunesse, 2007 (prix Tam-Tam 2007, dans la catégorie roman J’aime lire).
- Le bébé et le hérisson, éd. Thierry Magnier, roman jeunesse, 2008.
- Mon chien entend bien (illustrations), texte de Corinne Lovera Vitali, éd. Thierry Magnier, album jeunesse, 2009.
- Animalamour, texte de Corinne Lovera Vitali, éd. Thierry Magnier, album jeunesse, 2009.
- Attention... je mords, éd. Thierry Magnier, roman jeunesse, 2009.
- Les enfants le shérif et les affreux, éd. Thierry Magnier, roman jeunesse, 2010.
- Petit Tarzan des villes, éd. Thierry Magnier, roman jeunesse, 2011.
- Murmures et mûres mûres, éditions Seuil Jeunesse, 2011.
- Mademoiselle Pif Paf, éd. Thierry Magnier, collection « Petite Poche », roman jeunesse, 2012.
- Le Rire de Camille ; où l'on découvre qu'il n'y a pas de petits chagrins, texte de Mathis, illustré par Émilie Harel, éd. Oskar, 2012.
- Chacun sa cabane, éd. Thierry Magnier, collection « Petite Poche », roman jeunesse, 2013.
- La chasse aux papas, éd. Thierry Magnier, collection « Petite Poche », roman jeunesse, 2014.
- La Gelée d'été, éd. Thierry Magnier, roman jeunesse, 2015.

### Nouvelles jeunesse

#### Recueils
- Faire et défaire, éd. Thierry Magnier, collection « Nouvelles », 2007. Recueil de nouvelles, public adolescent.
- Les Fils de l'ogre, éd. Thierry Magnier, collection « Nouvelles », 2012, 128 p.  (ISBN 978-2-36474-072-3). Recueil de 12 nouvelles, public adolescent.

#### Recueils collectifs
- Collectif, Nouvelles re-vertes, éd. Thierry Magnier, 2008 ; recueil de 12 nouvelles, par 12 auteurs : écriture d'une nouvelle, aux côtés de Mickaël Ollivier, Christophe Léon et al.
- Collectif, Comme chiens et chats, éd. Thierry Magnier, 2011 ; recueil de 9 nouvelles, par 9 auteurs : écriture d'une nouvelle, aux côtés de Mickaël Ollivier et al.

### Séries jeunesse
- Boris, éd. Thierry Magnier : plus de 25 albums, depuis 2010, série en cours.
- Dolorès Wilson , illustrée par Aurore Petit, éd. Les Fourmis Rouges : cinq albums, série en cours :

1. Panique au Mini-Market, 2014 ;
2. Hypnose au château, 2014 ;
3. Turbulences à bord, 2014 ;
4. L'abominable ours bipolaire, 2014 ;
5. Ménage à Kipuland, 2015.

## Récompenses
- Prix Sorcières 2006, catégorie premières lectures, pour Cinq, six bonheurs, éditions Thierry Magnier[13].
- Prix des Incorruptibles 2006, catégorie maternelle, pour Du bruit sous le lit[13], éditions Thierry Magnier.
- Prix Tam-Tam 2007, dans la catégorie roman J’aime lire, pour La Glu[13], éditions Thierry Magnier.
- Prix littéraire de la Fontaine d'Ouche 2016[14] pour Cinq, six bonheurs, éditions Thierry Magnier.